# Новые левые
Новые левые — направление в политике, отождествляющее себя с левой идеей, но противопоставляющее себя традиционным компартиям и социал-демократам («старым левым»).
Первоначально представляли собой нечётко определённую группу студентов-активистов среднего класса, организованную после публикации в июне 1962 года Порт-Гуронской декларации Тома Хейдена, которая бросила вызов удовлетворённости послевоенного американского общества и призвали к более партисипативной форме демократии. Текст Хейдена восхвалял новое поколение, «выращенное, по крайней мере, в скромном комфорте, теперь размещённое в университетах». Он и его последователи должны были наслаждаться материальными благами, но вместо этого «с тревогой смотрели на мир, который мы унаследовали».
Термин «новые левые» (англ. The New Left) использовался в названии британского журнала New Left Review («Новое левое обозрение»), издававшегося критическими марксистами Перри Андерсоном, Стюартом Холлом, Э. П. Томпсоном, и был популяризован в «Письме новым левым» американского социолога Чарльза Райта Миллса.
К 1970-м годам появились более склонные к насилию участники из числа студентов. Новые левые потеряли силу и внутреннюю сплоченность, распавшись после нескольких громких протестов. Многие из первоначальных основателей движения, включая Тома Хейдена, выбрали более традиционную политическую деятельность.

## Общая характеристика

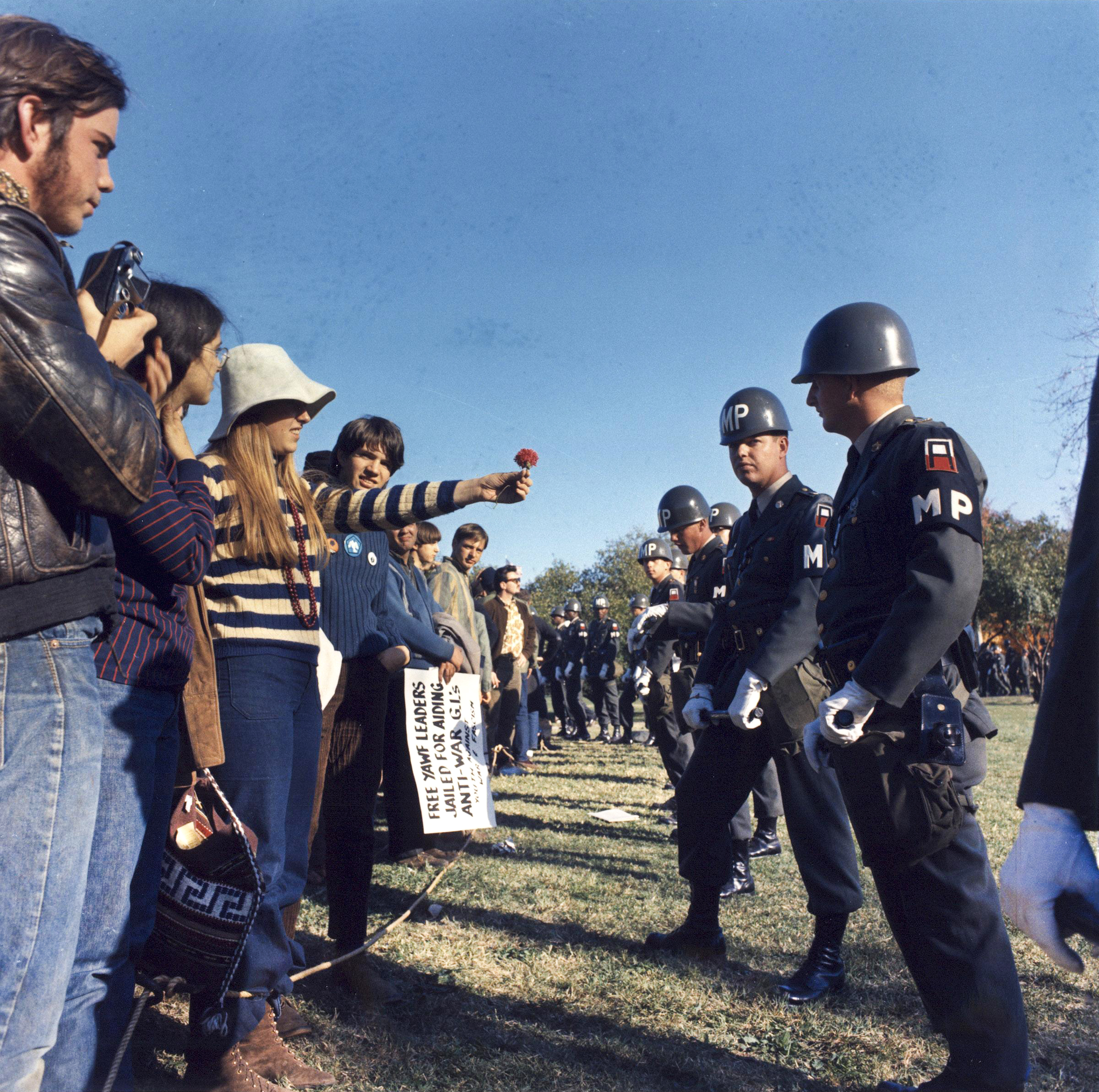
Девушка-демонстрант предлагает цветок военным полицейским во время «похода на Пентагон» против участия США в войне во Вьетнаме, 21 октября 1967

Движение возникло в Западной Европе, США и Японии в 1960-х годах под влиянием анархистских и неомарксистских идей, в особенности философии Франкфуртской школы и Герберта Маркузе. Характеризуется критикой исторической роли пролетариата и институциональных форм сопротивления. Включает в себя элементы энвайронментализма.
«Новые левые» выражали протест против бездуховности «общества потребления», обезличенности массовой культуры, унификации человеческой личности. Выступали за «прямую демократию», свободу самовыражения, нонконформизм.
Социальной базой «старых левых» был промышленный пролетариат, реже крестьянство. «Новые левые» считали, в том числе в связи с этим, «старых левых» устаревшими, и не имеющими перспектив, по крайней мере относительно стран Первого и Второго миров, в которых пролетариат и крестьянство всё больше утрачивали свои позиции, уступая новым типам работников постиндустриального общества. Однако основная критика старых коммунистических и социал-демократических партий касалась их бюрократизма, догматизма, иерархичности, оппортунизма и претензий на роль единственного авангарда трудящихся классов.
Начав с ненасильственного протеста, к концу десятилетия некоторые «новые левые» перешли к экстремистской деятельности.
Особая субкультура «новых левых» была построена на отрицании существующих ценностей общества. Поэтому их культуру назвали «контр-культурой» — отрицанием культуры.
Они участвовали во всех массовых движениях «бурных 60-х» — за университетские свободы, гражданские права чёрных и других меньшинств (в США), но наиболее массовый характер приняло движение против войны во Вьетнаме.
С «новыми левыми» был тесно связан бурный рост таких движений, как хиппи, феминизма, защиты прав сексуальных меньшинств и др. К началу 1970-х годов в движении наступил идейный кризис, а с окончанием войны во Вьетнаме оно окончательно сошло на нет, оставив глубокий след в сознании поколения послевоенного «бэби-бума».
Взаимное влияние «новые левые» испытывали с некоторыми традиционными левыми движениями, занимавшими однозначно революционно-социалистические антикапиталистические позиции — маоистами, троцкистами, анархистами и т. д., участвовавшими в протестах 1960-х годов и воспринимавших идеи «новых левых».
Движение новых левых существенно повлияло на становление «зелёных» партий в Западной Европе, а также леворадикального терроризма 1970-х годов («Фракция Красной Армии» в ФРГ, «Красные бригады» в Италии, «Симбионистская армия освобождения» и «Уэзермены» в США, «Красная армия Японии» и т. д.).
Многие современные левые отличаются от новых левых, в основном, только характерными для старых левых опорой на моральный консерватизм и отсутствием веры новых левых в прогресс.

## В США
На рубеже 1950-х — 1960-х годов среди молодёжи США становилось все больше тех, кто отвергал навязываемые обществом потребления ценности. Сначала ими были битники, а затем появились хиппи.
Во время Движения за гражданские права чернокожих в США тысячи молодых белых американцев отправились в расистские южные штаты, чтобы помочь чернокожим в борьбе против дискриминации. Именно они затем стали основой массовых протестных движений шестидесятых годов.
Термин «новые левые» был популяризирован в Соединённых Штатах социологом Чарльзом Райтом Миллсом, который 1960 году написал открытое письмо и назвал его «Письмо новым левым». Миллс выступал за новую левую идеологию, отходя от традиционного («старого левого») фокуса на трудовых проблемах к таким вопросам, как противодействие отчуждению, аномии и авторитаризму. Миллс выступал за переход от традиционной левизны к ценностям контркультуры и подчёркивал международную перспективу движения. По словам Дэвида Бернера, Ч. Райт Миллс утверждал, что пролетариат больше не является революционной силой; новыми агентами революционных изменений стали молодые интеллектуалы во всем мире.
В 1960 году была создана организация «Студенты за демократическое общество» (англ. Students for a Democratic Society, SDS). Среди её участников были как весьма умеренные либералы, так и радикалы, в том числе анархисты. «Движение является сообществом бунтарей, обладающих общими радикальными ценностями» — так характеризовал SDS один из его лидеров Том Хейден.

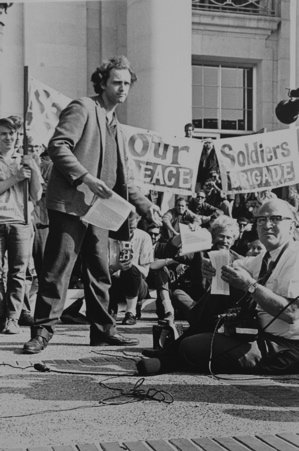
Марио Савио, лидер движения «Свободное слово» в Университете Беркли, 1966

Большое значение для радикализации студентов имели события, развернувшиеся осенью 1964 года в Университете Беркли в Калифорнии, где возникло Движение «Свободное слово» (англ. Free Speech Movement), выступившее за демократизацию образования, участие студентов в управлении университетом и право на создание политических организаций в вузах. Тогда же в Университете Беркли появилось, а затем распространилось за его пределами движение «антиуниверситета». Его идея заключалась в переходе к образованию в форме свободной дискуссии на темы, которые официальное образование старалось не затрагивать (власть, личность и свобода, война, расизм и т. д.).
С 1965 года SDS активно участвовало в движении против войны во Вьетнаме. Лидеры SDS старались разъяснять студентам, что антивоенные выступления неотделимы от выдвинутого прежде лозунга «власть — студентам!» и борьбы за переустройство университетов.
Весной 1968 года значительное внимание СМИ привлекла студенческая акция протеста в Колумбийском университете в Нью-Йорке, которая привела к серьёзным столкновениям с полицией, действовавшей весьма жёстко.
Организованные йиппи и «Национальным мобилизационным комитетом за прекращение войны во Вьетнаме» (англ. National Mobilization Committee to End the War in Vietnam, MOBE) протесты во время съезда Демократической партии США в Чикаго в августе 1968 года привели к столкновениям с полицией, которая действовала крайне жёстко.
Только с октября 1968 года по май 1969 года студенческие выступления охватили около 200 университетов США. К концу шестидесятых годов в США свыше 750 тысяч человек участвовали в «новом левом» движении (в том числе более 100 тысяч были членами SDS), а три миллиона американцев ему симпатизировали.
Президент США Линдон Джонсон, думая, что выступления студентов в США и других странах являются частью всемирного коммунистического заговора, приказал ЦРУ расследовать причины протестов. 4 сентября 1968 года директор ЦРУ Ричард Хелмс представил президенту доклад «Беспокойная молодёжь». Аналитикам американской разведки не удалось найти убедительных доказательств «контроля, манипуляции, спонсирования или финансовой помощи студентам-диссидентам со стороны коммунистических правительств». Более того, авторы доклада установили, что молодёжь с подозрением относится к «неандертальскому руководству большинства коммунистических партий, в том числе компартии США».
Против радикальных «новых левых» была направлена осуществлявшаяся ФБР программа COINTELPRO.

## В Европе
Европейские новые левые впервые появились в Западной Германии и стали образцом для европейских студенческих радикалов. Немецкие студенты, протестовавшие против войны во Вьетнаме, часто носили выброшенную военную форму США и вступали в контакты с американскими уклонистами от призыва в армию и дезертирами. Немецкие левонастроенные студенты объединялись в Социалистический союз немецких студентов, который в середине 1960-х возглавил студенческий активист Руди Дучке.
В 1965 году в Нидерландах Робертом Яспером Гроотфельдом и Роэлем ван Дуйном было создано Прово — контркультурное движение, которое сосредоточилось на провоцировании насильственных действий со стороны властей путём совершения действий ненасильственных. Во Франции Ситуационистский интернационал достиг вершины своей продуктивности и влияния в 1967 и 1968 годах, отразив свои идеи в «Общество спектакля» Ги Дебора и «Революция повседневной жизни» Рауля Ванейгейма. Эти тексты, наряду с другими ситуационистскими публикациями, оказали влияние на идеи восстания во Франции в мае 1968 года; во время данных событий цитаты, фразы и лозунги из ситуационистских текстов и публикаций были повсеместно распространены на плакатах и граффити по всей стране.

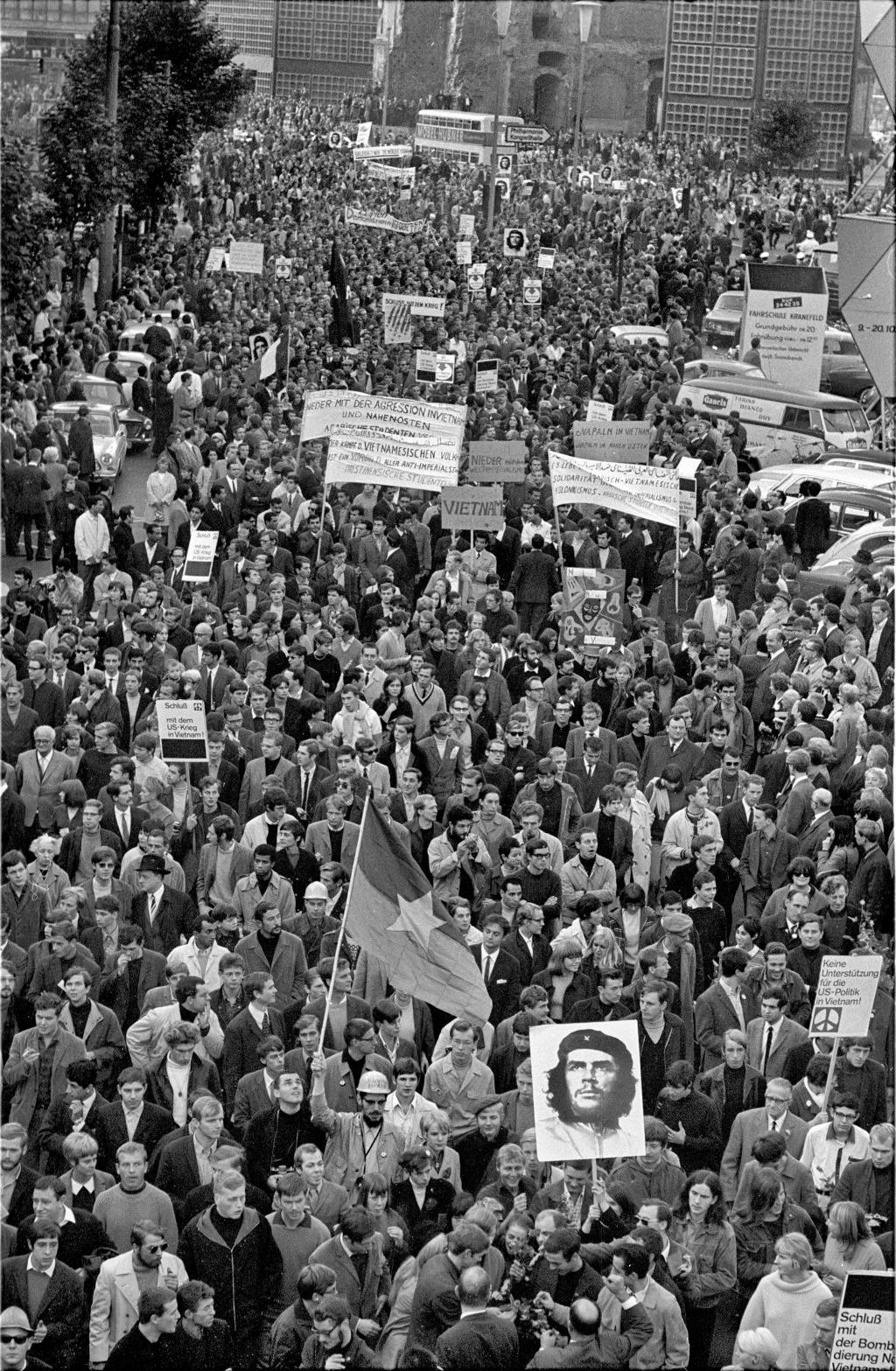
Демонстрация против Вьетнамской войны в Западном Берлине, 1968

К европейскому новому левому движению относится также немецкое студенческое движение 1960-х годов. 12 января 1967 года в Западном Берлине была создана «Коммуна 1» или К1, ставшая первой политически мотивированной коммуной в Германии и просуществовавшая до ноября 1969 года. В течение всего своего существования «Коммуна 1» была скандально известна своими причудливыми поэтапными событиями, которые колебались между сатирой и провокацией. Эти события послужили вдохновением для спонтанеистского движения и других левых групп. В конце лета 1968 года коммуна переехала на заброшенную фабрику на Стефанштрассе. Эта вторая фаза «Коммуны 1» характеризовалась сексом, музыкой и наркотиками. Внезапно коммуна привлекла множество посетителей со всего мира, среди которых был Джимми Хендрикс, который однажды утром появился в спальне «Коммуны 1».
Контркультурное движение в Великобритании было связано с контркультурой в Соединённых Штатах, а также с феноменом хиппи. В основном оно было сосредоточено на Ладброк Гроув и Ноттинг Хилл в Лондоне и получило название Свингующий Лондон. Члены этих движений создали свои собственные журналы и газеты, группы, клубы и альтернативный образ жизни, связанный с употреблением каннабиса и ЛСД, а также сильную социально-политическую революционную программу создания альтернативного общества.
В 1968 году в Чехословакии началось социалистическое реформистское движение, получившее название Пражская весна, которое впоследствии было подавлено войсками ОВД.

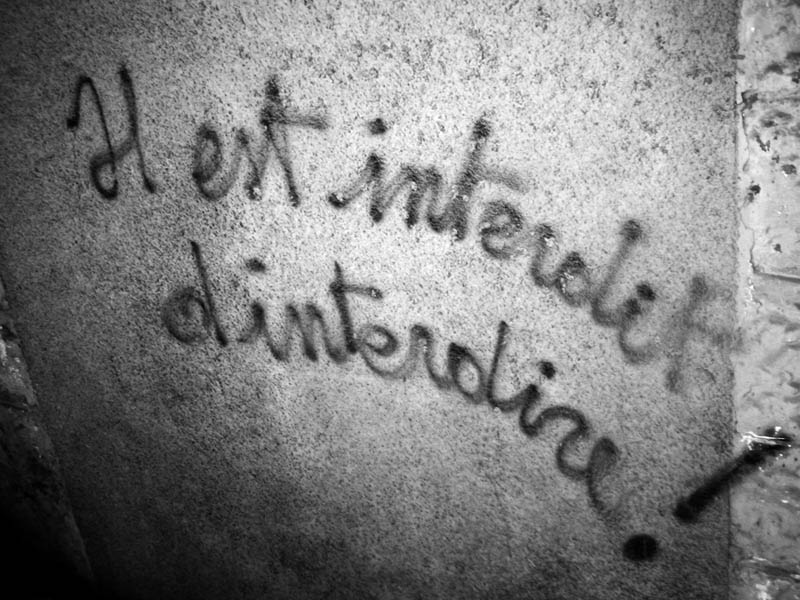
Надпись на стене во время Красного Мая во Франции: «Запрещать запрещено!»

Общественно-политическая активность новых левых достигла пика во всем мире в 1968 году. В мае 1968 года во Франции произошли события, получившие название «Красный май», а в ФРГ в том же году прошли протесты, вызванные покушением на Руди Дучке. Схожие события происходили в этом же году в Югославии, Польше, Италии, Турции и других европейских странах.

### В Великобритании
После доклада Никиты Хрущёва «О культе личности и его последствиях» многие покинули Коммунистическую партию Великобритании и начали переосмысливать ортодоксальный марксизм. Некоторые вступили в различные троцкистские группы или в лейбористскую партию.
Марксистские историки Эдвард Томпсон и Джон Савилль из Группы историков Коммунистической партии начали выпускать журнал под названием Reasoner. Отказавшись прекратить публикацию по приказу КПБ, они были отстранены от членства в партии и повторно начали выпускать этот журнал под названием The New Reasoner летом 1957 года.

Томпсон сыграл особенно важную роль в привнесении концепции новых левых в Соединённое Королевство, когда летом 1959 года опубликовал в The New Reasoner эссе «The New Left», в котором он описал:
«…Поколение, которое никогда не рассматривало Советский Союз как слабое, но героическое рабочее государство, а скорее как нацию Большого террора и Сталинграда, византийского дня рождения Сталина и тайной речи Хрущева; как огромную военную и промышленную державу, которая подавила Венгерское восстание и запустила первые спутники в космос. …»
«Поколение, выросшее на „1984“ и „Скотный двор“, которое вступает в политику в крайней точке разочарования, когда люди среднего возраста начинают выходить из нее. Молодые люди … достаточно полны энтузиазма. Но их энтузиазм относится ни к Партии, ни к Движению, ни к признанным политическим лидерам. Они не намерены дешево отдать свой энтузиазм какой-либо рутинной машине. Они ожидают, что политики сделают все возможное, чтобы обмануть или предать их. … Они предпочитают любительскую организацию и дилетантские платформы Кампании за ядерное разоружение, методам и манере профессионального левого крыла. … Они судят критическим взглядом первого поколения Ядерного века.»
Позже, в том же году Савилль опубликовал в том же журнале статью, в которой определил появление британских новых левых как ответ на растущую политическую неуместность социалистов внутри и вне Лейбористской партии в 1950-х годах, которую он рассматривал как результат неспособности традиционных левых справиться с политическими изменениями, которые произошли на международном уровне и экономическим ростом после Второй мировой войны, а также социально-экономическим наследием правительства Эттли:
«Самой важной единственной причиной плачевных результатов действий левых в последнее десятилетие является простой факт их интеллектуального краха перед лицом полной занятости и государства всеобщего благосостояния внутри страны, а также новой мировой ситуации за рубежом. Левые во внутренних делах не создали ничего существенного, что могло бы компенсировать самую важную книгу десятилетия — „Будущее социализма“ Кросленда — блестящее изложение фабианских идей в современных терминах. Мы не подвергали постоянной критике экономику капитализма в 1950-х годах, и наше видение социалистического общества почти не изменилось со времен Кейра Харди. Конечно, меньшинство начало признавать наши недостатки в последние годы, и нет никаких сомнений в том, что семена, которые уже были посеяны, принесут еще больший урожай, по мере того, как мы продвигаемся в шестидесятые годы».
В 1960 году The New Reasoner объединился с Universities and Left Review, чтобы создать New Left Review. Эти журналы пытались синтезировать теоретические положения марксистского ревизионизма, гуманистического, социалистического марксизма, отходя от ортодоксальной марксистской теории. Эта издательская работа сделала идеи культурно ориентированных теоретиков доступными для читающей аудитории студентов.
В этот ранний период многие из новых левых были вовлечены в Кампанию за ядерное разоружение (CND), созданную в 1957 году. По словам Робина Блэкберна, «упадок CND к концу 1961 года, однако, лишил новых левых большей части их импульса как движения, а неопределённость и разногласия в редакции журнала привели к передаче New Left Review более молодой и менее опытной группе в 1962 году».
Под многолетним руководством Перри Андерсона New Left Review популяризировал Франкфуртскую школу, идеи Антонио Грамши, Луи Альтюссера и другие формы марксизма. Другие периодические издания, такие как Socialist Register и Radical Philosophy, которые начали издаваться в 1964 и 1972 году, соответственно, также были связаны с новыми левыми и опубликовали ряд важных работ в этой области.
По мере того как в середине-конце 1960-х годов ориентация на студенчество американских новых левых стала ясной, студенческие секции британских новых левых начали действовать. Лондонская школа экономики стала ключевым местом британского студенческого политического активизма. Влияние протестов против войны во Вьетнаме и майских событий 1968 года во Франции также сильно ощущалось среди британских новых левых. Некоторые из британских новых левых присоединились к Международным социалистам, которые позже стали Социалистической рабочей партией, в то время как другие вошли в такие группы, как Международная марксистская группа. Ещё одной важной фигурой в британском новом левом движении был известный теоретик культуры и один из основателей New Left Review Стюарт Холл. После смерти Холла в феврале 2014 года New Left Review в некрологе писало: «Его образцовые исследования были близки к созданию новой области исследований — „культурология“; в его видении, новая дисциплина была глубоко политической, вдохновляющей и радикально междисциплинарной по характеру».

## В Латинской Америке
Новых левых в Латинской Америке в общих чертах можно определить как совокупность политических партий, радикальных низовых социальных движений (таких как движения коренных народов, студенческие движения, движения безземельных сельхозработников, организации чернокожих и феминистские движения), герильи (участвовавшие в кубинской и никарагуанской революции), а также других организаций (таких как профсоюзы, организации крестьян и правозащитные организации), которые составляли движение левых между 1959 (Кубинская революция) и 1989 (падение Берлинской стены) годами.
Влиятельные латиноамериканские мыслители, такие как Франсиско де Оливейра, утверждали, что Соединённые Штаты использовали латиноамериканские страны в качестве «периферийных экономик» в ущерб латиноамериканскому обществу и экономическому развитию, что многие рассматривали как проявление неоколониализма и неоимпериализма. Этот сдвиг в мышлении привёл к всплеску диалога о том, как Латинская Америка могла бы отстоять свою социальную и экономическую независимость от США.
Новые левые возникли в Латинской Америке в качестве групп, которые стремились выйти за рамки существующих марксистско-ленинских усилий по достижению экономического равенства и демократии, чтобы начать социальные реформы и решать уникальные для Латинской Америки проблемы, такие как расовое и этническое неравенство, права коренных народов, проблемы окружающей среды. Они выдвигали требования радикальной демократии, международной солидарности, придерживались идей антиколониализма и антиимпериализма.

## Новые левые и евреи
В первые годы движения евреи в непропорционально большом количестве присоединились к движению новых левых. В то время они составляли всего около 3 % населения США и 10 % от числа студентов колледжей, но составили большинство наиболее активных членов новых левых. Многочисленные социальные научные исследования указывали на сильное еврейское влияние в ведущих группах новых левых США. На митингах в Калифорнийском университете в Беркли, Висконсинском университете в Мадисоне и Университете Брандейса новые левые из числа евреев требовали свободы слова, расового равенства и, в конечном итоге, прекращения войны во Вьетнаме.
Однако к концу 1960-х годов новых левых начали разделять политические разногласия, поскольку антиизраильские, антисионистские и антисемитские настроения оттолкнули большую часть их еврейских последователей. Антисионизм новых левых имеет тесную связь с коммунистическим антисионизмом; с течением времени он стал неотъемлемой частью политической платформы этого движения. Во второй половине 1960-х годов и особенно после Шестидневной войне 1967 года нееврейские новые левые, исключая лишь немногих, в значительной мере под влиянием советской, маоистской и троцкистской пропаганды), стали изображать Израиль в качестве «расистского и экспансионистского государства», «форпоста американского колониализма на Ближнем Востоке» и — в согласии с общей антибуржуазной ориентацией этого движения — как один из главных своих врагов. Позднее это отношение они перенесли на сионистское движение в целом, которое они характеризовали как «орудие империалистического проникновения на Ближний Восток». Лидер Black power Стокли Кармайкл на съезде Организации американских студентов в 1968 году заявил: «Мы начали различать зло сионизма, и мы будем бороться, чтобы уничтожить его везде, где оно существует, будь то в гетто Соединённых Штатов или на Ближнем Востоке». Еврейские «новые левые» подверглись критике за то, что выступали против колониального присутствия США в Юго-Восточной Азии, одновременно поддерживая американскую государственную помощь Израилю.
Новые левые выражали симпатии противостоящим Израилю арабским государством вне зависимости от их политического курса, оправдывали и одобряли направленные против Израиля и евреев акции арабских террористов, а в ряде случаев сами производили такие акции (например, нападение членов «Красной армии Японии» на пассажиров в израильском аэропорту Лод в 1972 году) или принимали в них участие (угон самолета Air France в 1976 году). В ряде западных стран, включая США, Канаду, Францию, Аргентину и др., новые левые получили поддержку местных арабских общин и вступили в союзные отношения с экстремистскими антиизраильскими организациями арабских студентов с целью совместного блокирования, в том числе и насильственно, деятельности молодёжных сионистских ассоциаций; это вызвало несколько столкновений.
В 1970-е годы в идеологии многих новых левых, включая членов радикальных афроамериканских групп, антисионизм переходит в антисемитизм, который они оправдывали через антиизраильские и антиимпериалистические лозунги, что отталкивает от движения существенную часть ранее поддерживавшей его еврейской молодежи и интеллигенции. Новые левые потеряли многих из своих самых влиятельных еврейских членов. Некоторые евреи, которые покинули леворадикальные движения, присоединяются к сионистским организациям.
Когда афроамериканские активисты организовались вокруг движения Black power, в котором в значительной мере лидировала Оклендская партия «Чёрные пантеры», еврейские новые левые изначально стремились к альянсам с последними, но большинство в конечном итоге отказалось от этих усилий. По словам еврейского активиста Ицхака Эпштейна: «Даже если бы я был суперальтруистичным либералом и вёл кампанию среди евреев в поддержку программы пантер, меня бы справедливо вымазали дёгтем и вываляли в перьях за то, что я помогал врагам евреев и поддерживал их. Я бы предпочёл, чтобы это было не так, но это вы отреклись от нас, а не мы вас предали» (опубликовано в книге Джека Портера и Питера Дрейера «Еврейский радикализм: избранная антология», 1973, с. 70—71). В 1969 году Элдридж Кливер сообщил репортеру New York Times, что «партия Чёрные пантеры в Соединённых Штатах полностью поддерживает арабских партизан на Ближнем Востоке».
В 1980-х — начале 1990-х годов позиции новых левых резко ослабевают в условиях перехода мирового общественного мнения на позиции консерватизма и прекращения коммунистических режимов в Советском Союзе и государствах Восточной Европы, спецслужбы которых оказывали поддержку левых организаций. Позднее антисионизм новых левых не был заметным фактором политической среды какой-либо страны. Однако его частично унаследовали некоторые партии и группы «зелёных», например, в Германии.

## Оказавшие влияние на движение
- Теодор Визенгрундт Адорно
- Ролан Барт
- Шарль Беттельхейм
- Мюррей Букчин
- Рауль Ванейгем
- Даниэль Герен
- Аллен Гинзберг
- Жан-Люк Годар
- Эмма Гольдман
- Антонио Грамши
- Джек Керуак
- Федерика Мунцень-и-Мане
- Чарльз Райт Миллс
- Клод Леви-Стросс
- Пол Гудман
- Ги Дебор
- Малкольм Икс
- Альбер Камю
- Корнелиус Касториадис
- Пётр Алексеевич Кропоткин
- Анри Лефевр
- Рональд Дэвид Лэйнг
- Жуан Карлус Маригелла
- Герберт Маркузе
- Джордж Оруэлл
- Вильгельм Райх
- Бертран Рассел
- Чарльз А. Рейх
- Теодор Роззак
- Жан-Поль Сартр
- Франц Фанон
- Франкфуртская школа
- Эрих Фромм
- Макс Хоркхаймер
- Карен Хорни
- Тейлор, Чарльз (философ)

## Культовые фигуры движения (разной значимости)
- Сальвадор Альенде
- Ясир Арафат
- Шри Ауробиндо
- Андреас Баадер
- Анджела Дэвис
- Муаммар Каддафи
- Фидель Кастро
- Роза Люксембург
- Ульрика Майнхоф
- Нельсон Мандела
- Мао Цзэдун
- Джером Сэлинджер
- Лев Давидович Троцкий
- Десмонд Туту
- Хо Ши Мин
- Эрнесто Че Гевара

## Ключевые фигуры
- Билл Айерс
- Тарик Али
- Майкл Альберт
- Перри Андерсон
- Рудольф Баро
- Маршалл Берман
- Карл Д. Вольф
- Давид Горовиц
- Андре Горц
- Мануэль Рубэн Абимаэль Гусман Рейносо
- Режи Дебре
- Руди Дучке
- Майк Дэвис
- Марио Капанна
- Стокли Кармайкл
- Элдридж Кливер
- Даниель Кон-Бендит
- Рейвин Коннелл
- Ульрика Майнхоф
- Ральф Милибэнд
- Хьюи Ньютон
- Карл Оглесби
- Марк Радд
- Джерри Рубин
- Марио Савио
- Бобби Сил
- Мэтью Стин
- Э. П. Томпсон
- Реймонд Уильямс
- Том Хейден
- Аврам Ноам Хомский
- Эбби Хоффман
- Фред Хэмптон
- Стю Альберт

## Связанные с новыми левыми
- Сальвадор Альенде
- Луи Альтюссер
- Джоан Баез
- Шарль Беттельхейм
- Петер Вайс
- Иммануил Валлерстайн
- Анри Вебер
- Рохана Виджевира
- Дениз Гезмиш
- Ален Гейсмар
- Тодд Гитлин
- Джанис Джоплин
- Боб Дилан
- Дэвид Дэллинджер
- Говард Зинн
- Стивен Кинг
- Ален Кривин
- Роберт Курц
- Джон Леннон
- Андре ван дер Лоу
- Кантри Джо Макдональд
- Хосе Мухика
- Фил Оукс
- Никос Пуланзас
- «Пинк Флойд»
- «Роллинг Стоунз»
- Пит Сигер
- Жак Соважо
- Чарльз Тейлор
- Йошка Фишер
- Джейн Фонда
- Мишель Фуко
- Юрген Хабермас
- Сесар Чавес